# Funisciurus isabella
Funisciurus isabella е вид бозайник от семейство Катерицови (Sciuridae).

## Разпространение
Видът е разпространен в Габон, Екваториална Гвинея, Камерун, Република Конго и Централноафриканска република.